# Alexandre Calame
Alexandre Calame (Vevey, 28. svibnja 1810. – Menton, 17. ožujka 1864.), švicarski slikar i grafičar
Studirao je u Ženevi, boravio u Italiji i slikao ruševine antičkih spomenika. Glavni dio njegova djela obuhvaća pejzažne motive iz švicarskih Alpa, koje prikazuje na romantičan način, ističući patetično njihove aspekte. Jednake motive obrađivao je litografiji i bakropisu.